# Mambo No. 5 (A Little Bit of…)
A Mambo No. 5 (A Little Bit Of ...) című dal egy 1949-ben megjelent Pérez Prado dal feldolgozása, mely 1999-ben jelent meg Lou Bega feldolgozásában,  majd Ausztráliában és az Egyesült Királyságban 1. helyezést ért el a kislemezlistákon. A dal Ausztráliában 8 hétig volt listavezető, és 1999-ben végül a legkelendőbb kislemez lett. Hazájában Németországban is rekordot állított fel a dal, és Európa szerte is sláger lett. Franciaországban 20 héten keresztül volt slágerlistás helyezés. Hosszabb ideig mint az Egyesült Államokban, vagy Angliában. A dal a 3. helyezett lett a Billboard Hot 100-as listán 1999. november 2-án, így ez a máig egyetlen Top 40-es dala Begának az Államokban. A dal a A Little Bit Of Mambo című első debütáló album első kislemeze.
A világszerte sikeres dal megjelenését 7 év jogi procedúra előzte meg, mielőtt megjelenhetett a dal. A szerzői jogok Prado lemezkiadója és Lou Bega lemezcége közötti tárgyalás eredményeképpen Bega csak az eredeti "riff"-eket használta fel dalszövegében, viszont a német jog nem regisztrálja ezt szerzői jogokra, így Bega producerei a bírósághoz fordultak, majd a német Szövetségi Bíróság  a Peermusic felé,  Prado jogai mellett döntött 2000-ben, így ezen tényen alapulva Bega kiadója kérvényezte a Peermusic kiadót, - (Ami Perez Prado dalainak jogtulajdonosa, és kiadója) - hogy Bega új változatát fogadják el, és ezzel egy teljesen új dal jött létre, melyhez végül a Peermusic is hozzájárult.

## Videóklip
A videóklipet Jorn Heitmann rendezte. A dalban Lou Bega énekel az 1920-as és 1930-as évek zenéjére. A video régi stílusú filmeket, és híradókat tartalmaz, melyben trombiták, és zenekarok láthatóak. A dal Disney video változatában Lou Bega élő zenekarral fehér háttér előtt játszik, és az eredeti dalban lévő női neveket Disney karakterek nevével helyettesítik.

## Megjelenések
7"  RCA – 07863-65851-7
- A	Mambo No. 5 (A Little Bit Of...) (Radio Edit) 3:39 Composed By – Perez Prado, Lyrics By – Lou Bega, Zippy
- B	Beauty On The TV-Screen 4:03 Written-By – D. Fact, Frank Lio, Lou Bega, Zippy

12"  Lautstark 009
- A1	Mambo No. 5 (A Little Bit Of...) (Extended Mix) 5:14
- B1	Mambo No. 5 (A Little Bit Of...) (Havanna Club Mix) 5:48
- B2	Mambo No. 5 (A Little Bit Of...) (The Trumpet) 6:01

CD Single  BMG – CDME743216580125
1. Mambo No. 5 (A Little Bit Of...) (Radio Edit) 3:39
2. Mambo No. 5 (A Little Bit Of...) (Extended Mix) 5:14
3. Mambo (Havanna Club Mix)	5:48
4. Mambo (The Trumpet) 6:01

## A dal felhasználása
- 2001-ben Perez Prado felvételét a Latin Grammy Halhatatlanok csarnokába vették fel.[7]
- A Mambo No. 5 a hatodik helyezett lett a Rolling Stone 2007-es felmérésében.[8]
- A dalt eredetileg a 2000-es év Demokratikus Nemzeti Egyezmény főcímjeként választották ki, de elvetették, mert a dalban lévő "A Little Bit Of Moncia" kijelentés a szervezők szerint a Monica Lewinsky botrányt társította a dalhoz.[9]
- A Fülöp-Szigeteken a dalt a 2000-es évadban az UAAP  kosárlabda játékokban használták fel.
- A Channel 4 brit televíziódó a dalt 1999 és 2005 között használta nemzetközi krikett játékainál.
- AZ NBC televízió The Office című sorozatának Michael Scott karakterének csengőhangja volt a 2. szezonban.[10][11]

### Slágerlista
| Slágerlista(1999)                                 | Legjobb helyezés |
| ------------------------------------------------- | ---------------- |
| Ausztrália (ARIA)                                 | 1                |
| Ausztria (Ö3 Austria Top 40)                      | 1                |
| Belgium (Ultratop 50 Flanders)                    | 1                |
| Belgium (Ultratop 50 Wallonia)                    | 1                |
| Brazilian Singles Chart (ABPD)                    | 1                |
| Canada Adult Contemporary (RPM)                   | 1                |
| Canada Dance 30 (RPM)                             | 1                |
| Canada Top Singles (RPM)                          | 1                |
| Denmark (Tracklisten)                             | 1                |
| Europe (European Hot 100)                         | 1                |
| Finnország (Singlet Top 20)                       | 1                |
| Franciaország (Single Top 100)                    | 1                |
| Németország (Media Control Charts)                | 1                |
| Ireland (IRMA)                                    | 1                |
| Italy (FIMI)                                      | 1                |
| Hollandia (Top 40)                                | 1                |
| Hollandia (Single Top 100)                        | 1                |
| Új-Zéland (Recorded Music NZ)                     | 1                |
| Norvégia (VG-lista)                               | 1                |
| Spain (PROMUSICAE)                                | 1                |
| Skócia (Scottish Singles Top 40)                  | 1                |
| Svédország (Sverigetopplistan)                    | 1                |
| Svájc (Schweizer Hitparade)                       | 1                |
| Egyesült Királyság (UK Singles Chart)             | 1                |
| U.S. Billboard Adult Top 40                       | 2                |
| U.S. Billboard Hot 100                            | 3                |
| U.S. Billboard Hot Adult Contemporary             | 26               |
| U.S. Billboard Hot Dance Music/Maxi-Singles Sales | 26               |
| U.S. Billboard Latin Tropical Airplay             | 37               |
| U.S. Billboard Rhythmic Top 40                    | 1                |
| U.S. Billboard Top 40 Mainstream                  | 1                |
| U.S. Billboard Top 40 Tracks                      | 1                |

#### Év végi összesítés
| Slágerlista (1999)                   | Helyezés |
| ------------------------------------ | -------- |
| Australia (ARIA)                     | 1        |
| Austria (Ö3 Austria Top 40)          | 1        |
| Belgium (Ultratop 50 Flanders)       | 2        |
| Belgium (Ultratop 50 Wallonia)       | 4        |
| Canadian RPM Top Singles Chart       | 7        |
| France (SNEP)                        | 1        |
| Netherlands (Dutch Top 40)           | 4        |
| New Zealand (Recorded Music NZ)      | 1        |
| Switzerland (Schweizer Hitparade)    | 1        |
| UK Singles (Official Charts Company) | 4        |
| U.S. Billboard Hot 100               | 42       |

### Minősítések
| Ország                   | Minősítés   | Eladások  |
| ------------------------ | ----------- | --------- |
| Ausztrália               | 4x platina  | 280.000   |
| Ausztria (IFPI Austria)  | 2x platina  | 100.000   |
| Franciaország (SNEP)     | Gyémánt     | 1.532.000 |
| Németország (BVMI)       | 3 x platina | 1.500.000 |
| Mexikó (AMPROFON)        | Arany       | 75.000    |
| Hollandia (NVPI)         | Arany       | 75.000    |
| Új-Zéland (NVPI)         | 3 x platina | 30.000    |
| Svédország (GLF)         | 3 x platina | 90.000    |
| Svájc (IFPI)             | 2 x platina | 100.000   |
| Egyesült Királyság (BPI) | platina     | 1.000.000 |